# سودفيست- فريسلان
سودفيست- فريسلان (بالهولندية: Súdwest-Fryslân) هي مدينة وبلدية شمالي هولندا في مقاطعة فريزلاند. عاصمتها سنيك، وهي أكبر بلدية في هولندا في مساحة الأرض.

## طوبوغرافيا
خريطة طوبوغرافية هولندية لبلدية سودفيست- فريسلان، يونيو 2015، (تقرأ بعد ثلاث نقرات على الخريطة).